# Цитадель (Львов)
Цитаде́ль — цитадель, фортификационные сооружения вблизи центра города Львов, а также название местности, где они расположены.
Адрес центрального корпуса — улица Грабовского, дом № 11. С 1989 года — образец оборонной архитектуры и геологический памятник природы УССР. В 2012 году согласно решению Кабинета Министров Украины фортификационные сооружения Цитадели внесены в государственный реестр памятников Украины как памятник архитектуры местного значения.

## Месторасположение
Львовская цитадель находится на взгорье, которое образовали три небольшие горы — гора Шембека (Вроновских), гора Познанская (Пелчинская) и Жебрацкая (Калича, то есть нищенская) гора. В ландшафтно-геологическом плане Цитадель также можно трактовать как плосковершинный останец посреди Львовского плато. Цитадель окружают улицы Витовского (бывшая Дзержинского), Коперника, Стефаныка, Калича гора (бывш. Козака), Глибова и Драгоманова.
В 1655 года с этого места Львов обстреливали русские войска, в 1672 году — войска турок и их союзника правобережного гетмана Дорошенко. Фортификации Цитадели были запроектированы австрийскими военными после подавления польского восстания во Львове в 1848 году. С этого взгорья 2 ноября 1848 австрийцы обстреляли город, легко подавив сопротивление восставших. Размещённая здесь артиллерия легко контролировала город; с трёх сторон взгорье от атак защищали крутые склоны, возле горы Шембека проходил Стрыйский тракт, что позволяло перебрасывать воинские подразделения с южного направления; кроме того на месте современного парка культуры был Пелчинский пруд, который мог бы быть источником воды для гарнизона крепости.

## Строительство фортификаций

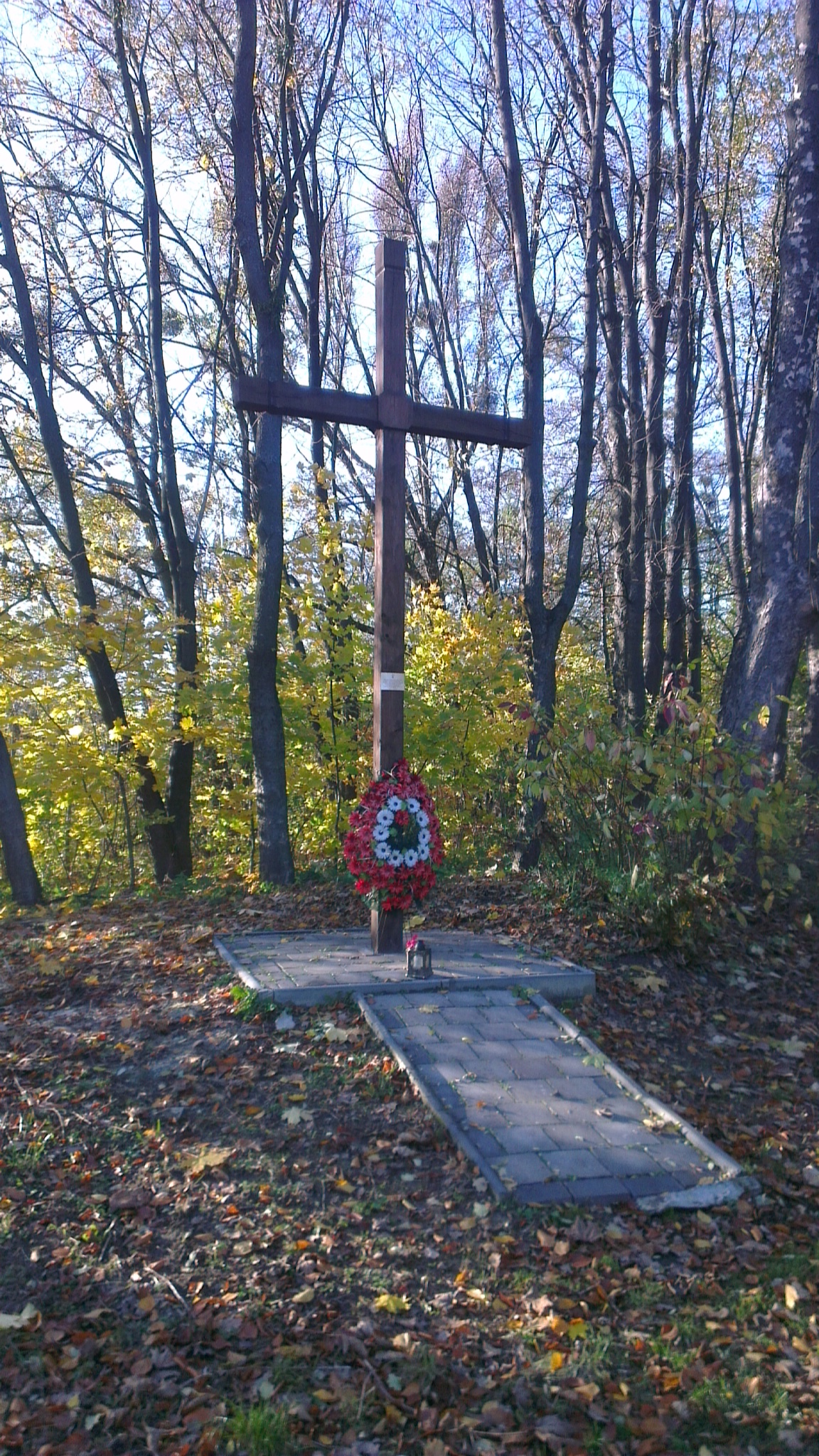
Крест в память о погибших военнопленных концлагеря Шталаг-328

В течение 1852—1854 годов были построены главный корпус казарм, две квадратные в плане башни, четыре башни Максимиллиана (две большие с диаметром 36 метров к северу от казарм, и две меньшие с внутренним диаметром 18 метров).
Подступы к цитадели были укреплены тремя системами траншей на расстоянии 1,3 км от центра цитадели. В 1888 году были построены 9 вспомогательных фортов в радиусе 4 км от цитадели. В 1912—1914 на 8 км от цитадели были построены ещё 11 фортов: Грибовичи I и Грибовичи II, Дубляны, Лисиничи, Сихов, Зубра, Сокольники, Скнилов, Рясное, Зъявленская гора.
Во время Первой мировой и Второй мировой войн укрепления в боевых действиях не использовались. Здесь располагались казармы австро-венгерских (до 1914, позже в 1915—1918), затем русских (1914—1915), польских (1918—1939), советских войск (после 1944).

## Концентрационный лагерь
В годы Великой Отечественной войны здесь был лагерь для советских военнопленных Stalag-328. Он был организован немецкими властями в июле 1941 года. Для усиления охраны гитлеровцы соорудили систему небольших бетонных дотов, расположенных по кругу на склонах горы. Помещения для допросов и камеры смертников размещались в Большой Максимиллиановской башне № 2. Под угрозой расстрела немецкая администрация заставляли заключённых работать с утра до поздней ночи. Помещения лагеря не отапливались. На основе свидетельских показаний установлено, что в лагере «Цитадель» за время его существования содержалось более 280 тысяч военнопленных, из которых от голода, болезней, истязаний и расстрелов погибло свыше 140 тысяч человек. При осмотре лагеря «Цитадель» комиссия обнаружила в камерах надписи советских военнопленных: «Здесь умирали с голоду русские пленные тысячами. 22 января 1944 года», «Доблестная русская армия, вас ждут с нетерпением не только народы, но и военнопленные, которые обречены на голодную смерть. Как тяжело умирать».

## Сохранившиеся укрепления
Сохранившиеся укрепления цитадели состоят из трёхэтажного здания казарм (расположенного на оси восток-запад) и шести башен. Две массивные, квадратные в плане башни с зубчатым аттиком, фланкируют с торцов корпус казарм. Ещё четыре башни Максимиллиана расположены на юг и на север от казарм на небольшом расстоянии друг от друга. Все здания Цитадели построены из красного кирпича, а порталы и водосливы — из тёсаного камня.
| |  |                                  |  | |
| Оборонные казармы; во время немецкой оккупации — тюрьма для советских военнопленных; с 1943 года — также французских, бельгийских и итальянских военнопленных. |  | Малая Максимиллианская башня № 4 |  | Малая Максимиллианская башня № 3, разрушена в 1939 году во время обороны поляками Львова точным попаданием немецкой авиабомбы |

## Использование

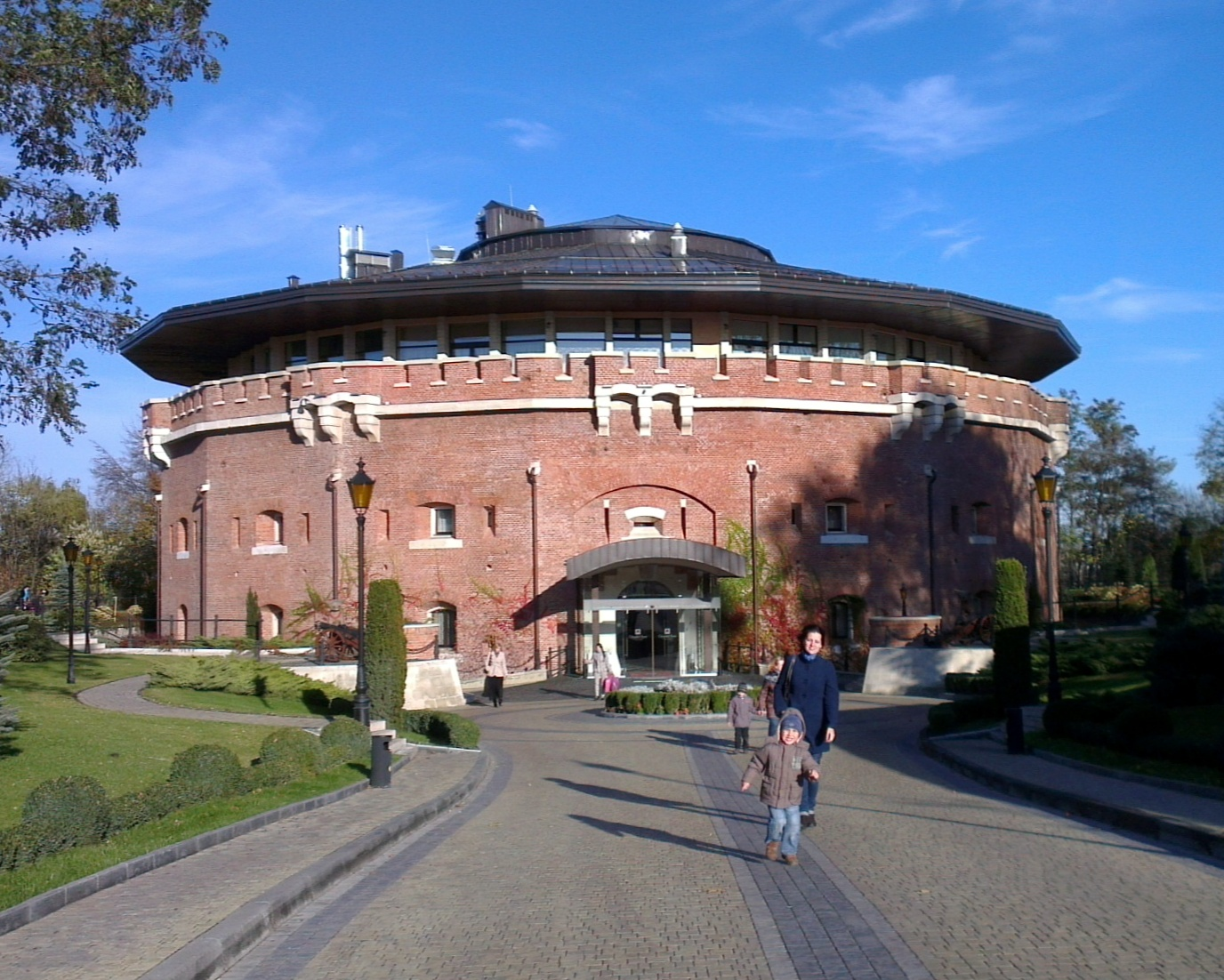
Большая Максимиллиановская башня № 2 («башня смерти» концлагеря Шталаг-328), переоборудованная в отель

Ещё до Первой мировой войны городские власти предлагали разобрать укрепления и устроить здесь городской парк площадью 20,5 га.
В 1943 году, во время нацистской оккупации, специалисты Центрального технического отдела в Кракове предложили план перестройки центральной части Львова в рамках немецкой программы «реконструкции немецких городов» под руководством А. Шпеера. Цитадели в этом плане уделялась роль доминанта, «Короны города». Среднюю высоту застройки проектировали на пять-шесть этажей, а также две архитектурные доминанты общегородского значения вдвое большей высоты: башня здания администрации дистрикта Галиция и колокольня возле дворца сообщества. Рядом должны были быть построены дом национал-социалистического движения и вермахта. Для обеспечения соответствующих условий зрительного восприятия новой доминанты проектировалась новая площадь со сносом кварталов левой стороны улицы Коперника от пл. Мицкевича до ул. Словацкого.
После войны на цитадели стояла советская воинская часть, а вот позже в 1979 −1993 годах, там размещался «Научно-исследовательский институт информатики и управления ПО „Электрон“» (НИИиУ) . Главный корпус, башня слева, где располагался ВЦ НИИ и мелкие здания по периметру площади перед Цитаделью прошли полный капитальный ремонт силами НИИиУ.  С 1990-х годов центральный корпус используют банк и другие учреждения, а окружающие его башни служат складами или не используются. С 2007 года башня № 2 («башня смерти» — наиболее охраняемое помещение для уничтожения военнопленных) переоборудована в пятизвездочную гостиницу с рестораном «Citadel Inn».